# Stockholms byggnader

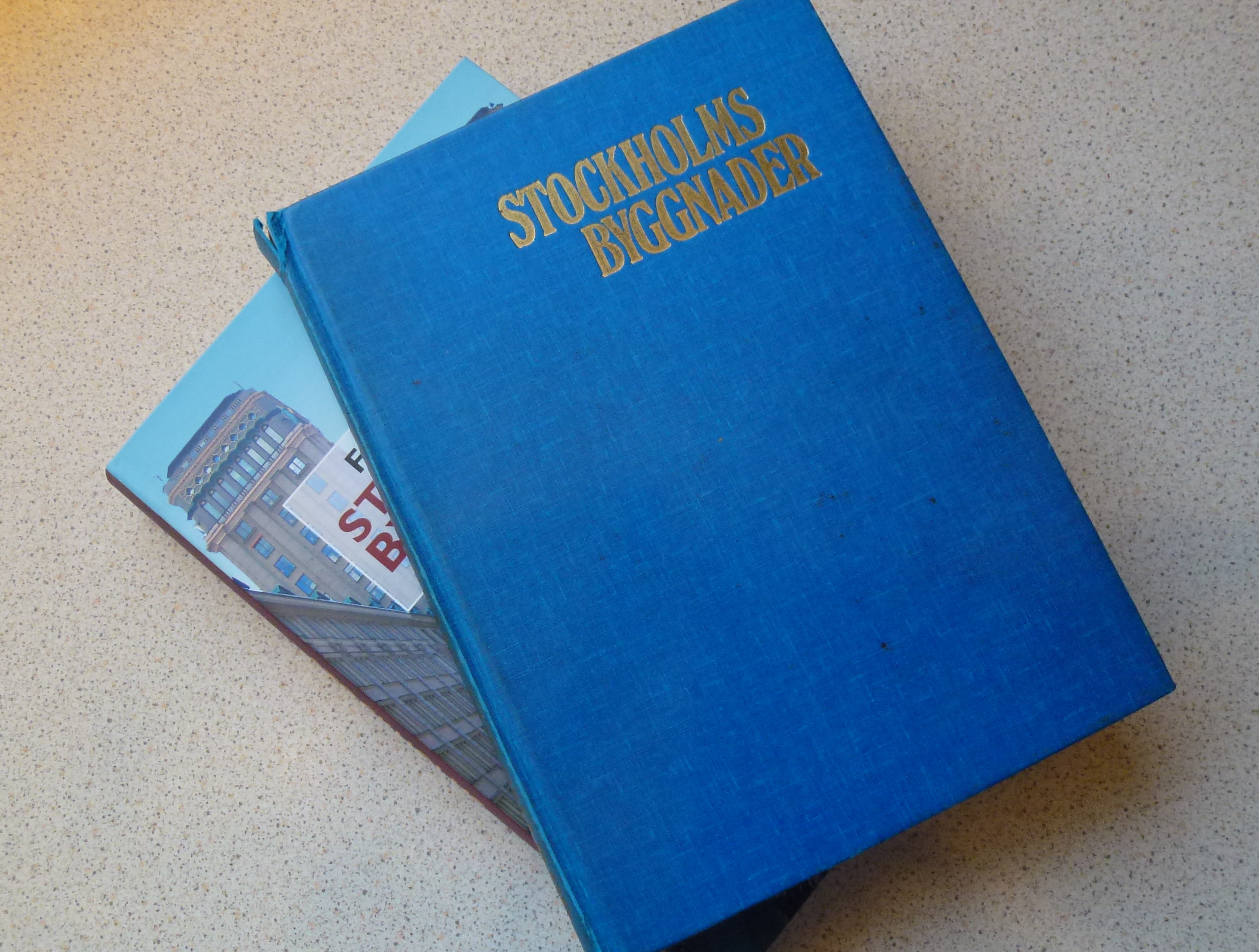
Två av utgåvorna av Stockholms byggnader

Stockholms byggnader är en bok om byggnader och arkitektur i Stockholm, ursprungligen skriven av arkitekturhistorikern Fredric Bedoire och arkitekten Henrik O. Andersson 1973 och sedan dess utgiven i ett flertal omarbetade utgåvor, senast 2012. 1988 publicerades boken även på engelska.
Den första utgåvan från 1973 behandlade drygt 750 byggnader och innehöll enbart svartvita fotografier. I 2012 års upplaga beskrivs över 850 fortfarande existerande byggnader och anläggningar från medeltiden fram till nutid. Dessa visas i korta beskrivningar, stadsdel för stadsdel och på mer än 750 färgfotografier som, med några få undantag, är tagna av författaren själv.
Uppdelningen sker efter "innerstan" och "förorter" samt efter exempelvis "centrumanläggningar", "skolor", "sportanläggningar", "statusbostäder och villor", "stora kontorshus" och "de dödas byggnader". Boken inleds med ett byggnadshistoriskt överblick och avslutas med en begreppsförklaring, ett arkitektregister och flera översiktskartor.

### Utgåvor
- Andersson, Henrik O.; Bedoire, Fredric (1973). Stockholms byggnader: en bok om arkitektur och stadsbild i Stockholm (1). Stockholm: Prisma. Libris 7406185. ISBN 91-518-0051-9
- Andersson, Henrik O.; Bedoire, Fredric (1974) [1973]. Stockholms byggnader: en bok om arkitektur och stadsbild i Stockholm (2). Stockholm: Prisma. Libris 7406352. ISBN 91-518-0711-4
- Andersson, Henrik O.; Bedoire, Fredric (1977) [1973]. Stockholms byggnader: en bok om arkitektur och stadsbild i Stockholm (3). Stockholm: Prisma. Libris 7406664. ISBN 91-518-1125-1
- Andersson, Henrik O.; Bedoire, Fredric (1988) [1973]. Stockholms byggnader: en bok om arkitektur och stadsbild i Stockholm (4). Stockholm: Prisma. Libris 8357899. ISBN 91-518-1841-8
- Andersson, Henrik O.; Bedoire, Fredric (1988) (på engelska). Stockholm: architecture and townscape. Stockholm: Prisma. Libris 7407304. ISBN 91-518-1879-5
- Bedoire, Fredric (2012) [1973]. Stockholms byggnader: arkitektur och stadsbild (5). Stockholm: Norstedt. Libris 12348272. ISBN 978-91-1-303652-6